# Columbus Clippers

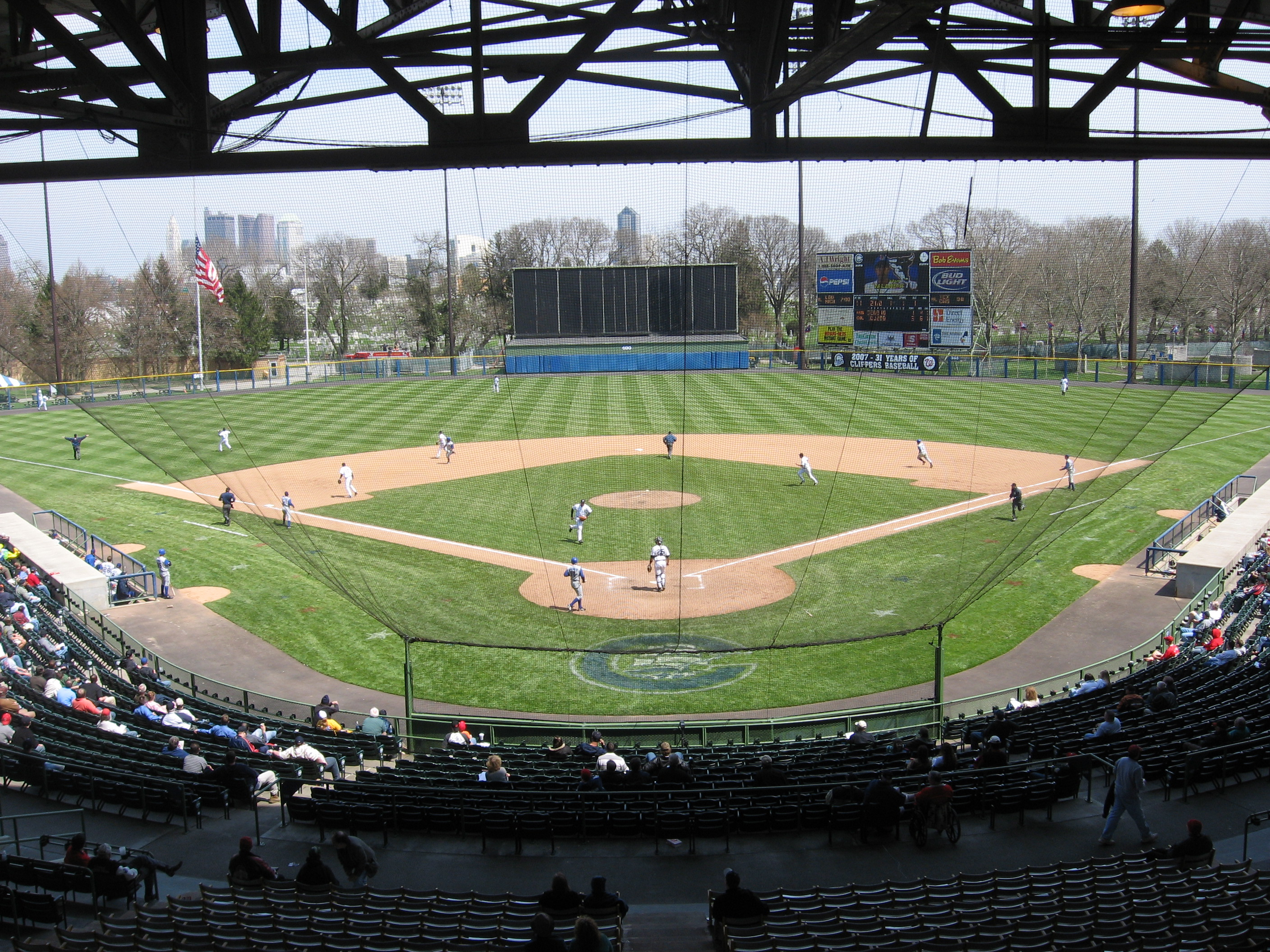
de Columbus Clippers in Cooper Stadium

De Columbus Clippers is een Minor league baseballteam uit Columbus, Ohio. Ze spelen in de West Division van de International League. Hun stadion heet Cooper Stadium. Ze zijn verwant aan de Cleveland Indians.

## Titels
Ze hebben de Governors' Cup 7 keer gewonnen en er 10 keer om gespeeld.
- 1979 - Gewonnen van de Syracuse SkyChiefs
- 1980 - Gewonnen van de Toledo Mud Hens
- 1981 - Gewonnen van de Richmond Braves
- 1985 - Verloren van de Norfolk Tides
- 1987 - Gewonnen van de Norfolk Tides
- 1990 - Verloren van de Rochester Red Wings
- 1991 - Gewonnen van de Pawtucket Red Sox
- 1992 - Gewonnen van de Scranton/Wilkes-Barre Red Barons
- 1996 - Gewonnen van de Rochester Red Wings
- 1997 - Gewonnen van de Rochester Red Wings